# Institut für Vulkanologie und Seismologie
Das Institut für Vulkanologie und Seismologie (russisch Институт вулканологии и сейсмологии) in der russischen Stadt Petropawlowsk-Kamtschatski zählt zu den weltweit renommiertesten Einrichtungen seiner Art. Mit seinem Sitz in der Hauptstadt der Region Kamtschatka – gelegen am pazifischen Feuerring – befindet es sich in einem der geologisch aktivsten Gebiete überhaupt. 

## Geschichte
Anfängliche Beschreibungen und Beobachtungen der vulkanischen Aktivität auf der Halbinsel datieren aus dem ersten Viertel des 18. Jahrhunderts und stammen hauptsächlich von Mitgliedern der ersten sowie der zweiten Kamtschatka-Expedition. Im 19. Jahrhundert wirkten unter anderem Karl von Ditmar, Georg Adolf Erman und Carl Bogdanowitsch an der geologischen Erforschung mit.
Als Zeitpunkt des Beginns der tatsächlichen, systematischen geophysikalischen Forschung auf Kamtschatka gilt jedoch der 15. Juli 1915. Damals richtete Alexander Purin (1885–1952) in Petropawlowsk-Kamtschatski eine erste seismologische Station ein. Zum 1. September 1935 erfolgte auf Anregung von Franz Loewinson-Lessing die Gründung einer vulkanologischen Station. Beide wurden 1946 zusammengelegt. 
Im Zuge einer Umstrukturierung ist die Station seit 1962 als eigenes Institut Teil des viergliedrigen Kamtschatka-Forschungszentrums (russisch Камчатский научный центр), das seinerseits zur fernöstlichen Division (russisch Дальневосточное отделение, ДВО) der Russischen Akademie der Wissenschaften gehört. Am 20. April 2004 wurde das bis dahin eigenständige Institut für vulkanische Geologie und Geochemie (russisch Института вулканической геологии и геохимии) mit dem Institut für Vulkanologie und Seismologie fusioniert. 
Im Laufe seiner Geschichte musste das Institut den Verlust mehrerer Wissenschaftler verarbeiten, die in Ausübung ihres Dienstes auf Vulkanen starben – entweder unmittelbar durch Eruptionen oder aber durch Unfälle: Zwischen 1951 und 1986 kamen Alewtina Bilinkina, Andrei Lwowitsch Iwanow, Igor Loginow und Juri Skuridin an der Kljutschewskaja Sopka ums Leben. 1976 starb Alexander Budnikow am Tolbatschik, 1986 Alexander Umnow am Karymski, 1993 Igor Menjailow am Galeras und 2013 Jekaterina Krawschunowskaja an der Awatschinskaja Sopka.

## Direktoren
- 1962–1966: Boris Piip
- 1966–1969: Georgi Gorschkow
- 1969–1970: Konstantin Zelenow
- 1971–2004: Sergei Fedotow
- 2004–2018: Jewgeni Gordejew
- Seit 2018: Alexei Oserow